# Ulmus alata
Ulmus alata vrsta je sjevernoameričkog brijesta, endem iz Sjedinjenih Država.
To je maleno do srednje veliko listopadno drvo koje naraste do 15 metara visine. Lokalno je nazivan 'krilati brijest (winged elm) po izraslinama duž njegovih grana, koje ponekad više nalikuju čvorovima nego krilima. Listovi krilatog brijesta su mali i ovalni, tamnozelene boje, dlakavi s donjih strana.